# Tadeusz Benedyk

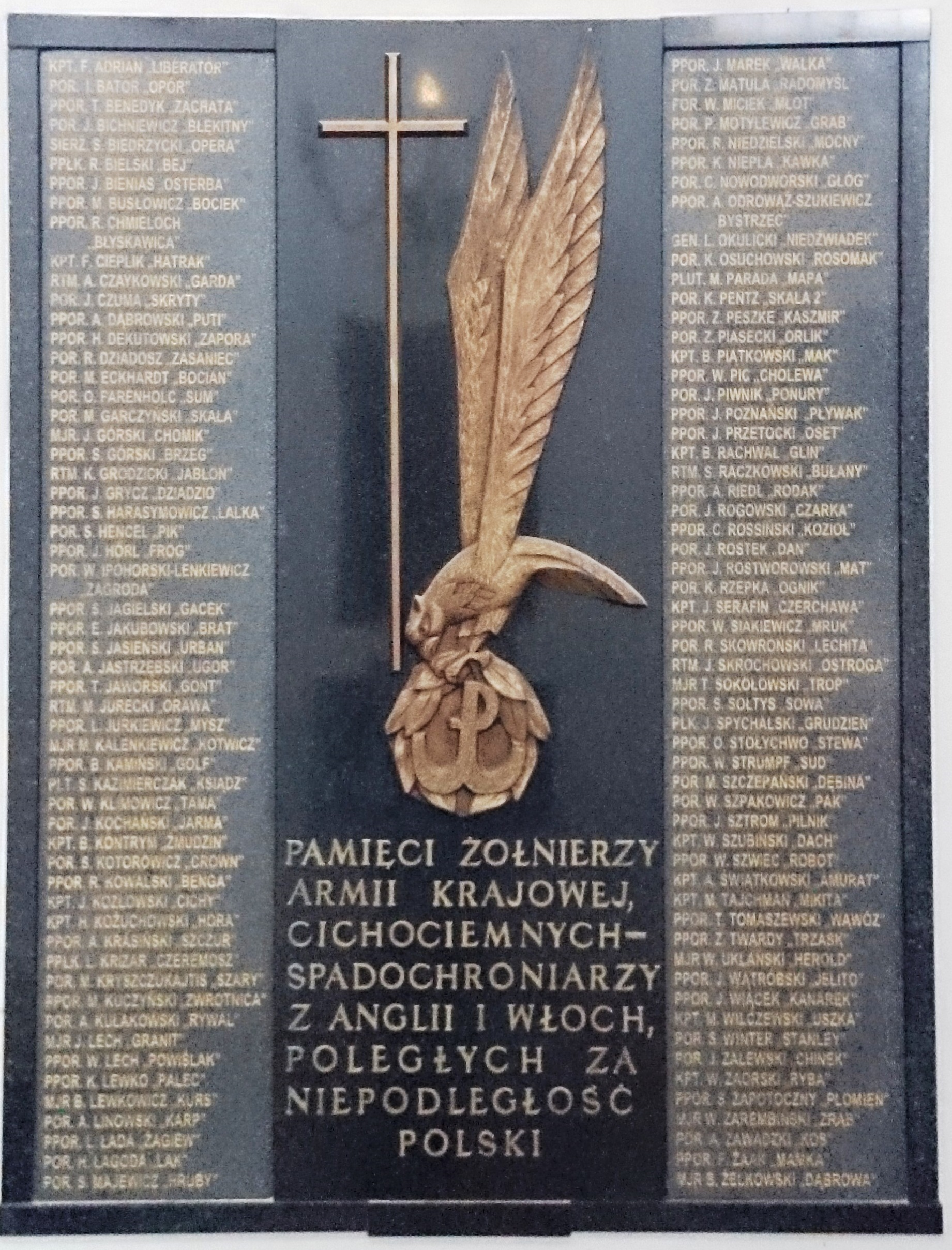
Tablica w kościele św. Jacka w Warszawie, upamiętniająca poległych cichociemnych, w tym Tadeusza Benedyka

Tadeusz Benedyk vel Tadeusz Sawa vel Daniel Korniłowicz ps. Danusia, Wąs, Zahata (ur. 4 grudnia 1916 w Kaczanówce, zm. w kwietniu 1945 w Buchenwaldzie) – podporucznik artylerii, cichociemny. Znajomość języków: niemiecki, ukraiński, angielski. Zwykły Znak Spadochronowy nr 0120, Bojowy Znak Spadochronowy nr 1966.

## Życiorys
Uczył się w szkole powszechnej w Kaczanówce. Po śmierci matki, od 12 roku życia mieszkał wraz z ojcem we Lwowie, gdzie ukończył XII Gimnazjum Państwowe im. Stanisława Szczepanowskiego. Podczas nauki działał w harcerstwie, m.in. jako zastępowy zastępu „Wilczków” V Lwowskiej Drużyny Harcerskiej „Orląt” im. Władysława Jagiełły. Od 1937 w Szkole Podchorążych Rezerwy Artylerii we Włodzimierzu Wołyńskim, w 1938 roku rozpoczął studia geograficzne na Uniwersytecie Jana Kazimierza.
W kampanii wrześniowej 1939 zmobilizowany, przydzielony jako oficer zwiadowczy 2 baterii 5 Pułku Artylerii Ciężkiej w obronie Lwowa. Do 18 września 1939 na szlaku Kraków – Wieliczka – Dębia - Radymno – Złoczów – Brzeżany – Tyśmienica - Worochta. Przekroczył granicę z Węgrami, internowany w obozie w Bergenz. 14 listopada 1939 uciekł, przez Rumunię przedostał się do Francji, wstąpił do Polskich Sił Zbrojnych, przydzielony jako instruktor, od marca 1940 dowódca 2 baterii Centrum Wyszkolenia Artylerii w Szkole Podchorążych Artylerii w Coetquidan.
Po upadku Francji ewakuowany 20 czerwca 1940 z Bayonne do Liverpoolu (Wielka Brytania). Przydzielony do 1 Dywizjonu Artylerii Ciężkiej 1 Pułku Artylerii Ciężkiej. Awansowany na stopień starszego ogniomistrza ze starszeństwem od 26 września 1939, na stopień podporucznika 20 października 1941.
Zgłosił się do służby w kraju. Przeszkolony ze specjalnością w dywersji na kursach specjalnych dla kandydatów na cichociemnych, m.in. oficerskim kursie motoryzacji, dywersyjno - strzeleckim (STS 25, Inverlochy), podstaw wywiadu (STS 31, Bealieu), spadochronowym (STS 51, Ringway), walki konspiracyjnej, odprawowym (STS 43, Audley End). Zaprzysiężona na rotę ZWZ/AK 29 listopada 1942, obrał pseudonim „Zahata”.
Skoczył ze spadochronem do okupowanej Polski w nocy 17/18 lutego 1943 w sezonie operacyjnym „Intonacja”, w operacji lotniczej „Floor” na placówkę odbiorczą „Puchacz” 710 (kryptonim polski, brytyjskie oznaczenie numerowe pinpoints), w okolicy miejscowości Łepki, Mordy, 17 km od Siedlec. Razem z nim skoczyli: por. Józef Czuma ps. Skryty, ppor. Jacek Przetocki ps. Oset, por. Piotr Szewczyk ps. Czer.
Po aklimatyzacji do realiów okupacyjnych przydzielony do Kedywu Obszaru AK Zachód, do zespołu dywersyjnego „San”; uczestnik wielu bojowych akcji dywersyjnych. 22 marca 1944, po walce z patrolem niemieckim w rejonie wsi Kaski, ewakuował rannego sierż. Stanisława Mytyś ps. Mila. Odznaczony Krzyżem Walecznych.
W Powstaniu Warszawskim walczył (przydział nieustalony) w IV Obwodzie „Grzymały” na Ochocie. Według kilku relacji został ranny 1 sierpnia. 2 sierpnia 1944 wywieziony wraz żoną przez Niemców do obozu koncentracyjnego KL Buchenwald. Tam, po nieudanym, na skutek zdrady, powstaniu, został, tuż przed wyzwoleniem obozu, wraz z innymi uczestnikami, rozstrzelany.

## Odznaczenia
- Krzyż Srebrny Orderu Virtuti Militari (nr 13651)
- Krzyż Walecznych.

## Życie rodzinne
Tadeusz Benedyk był synem Antoniego, nauczyciela, i Janiny z domu Chalupki (albo Chaloupki). Ożenił się 1 lipca 1944 roku z Ireną Kołpaczkiewicz (1919–1990).

## Upamiętnienie
W warszawskim kościele św. Jacka w lewej nawie wmurowana została tablica poświęcona pamięci cichociemnych. Na trzecim miejscu wymieniony jest ppor. Tadeusz Benedyk „Zahata”.
W Sali Tradycji Jednostki Wojskowej GROM znajduje się tablica upamiętniająca Cichociemnych Spadochroniarzy Armii Krajowej, którzy oddali życie za Ojczyznę. Wśród wymienionych jest Tadeusz Benedyk.